# Samo Tomášik
Samo Tomášik ou Samuel Tomášik, né le 8 février 1813[réf. nécessaire] à Jelšava et mort le 10 septembre 1887 à Chyžné, est un poète slovaque du courant romantique. 

## Œuvre
Samo Tomášik est connu comme auteur du Hej Sloveni, un poème écrit en 1834 sous le titre Hej Slováci, et qui est devenu l'hymne national slovaque entre 1939 et 1945. Ce poème, mis en musique également par Tomášik sur l'air de l'hymne polonais, est considéré comme un hymne du panslavisme et servit comme hymne du Sokol.